# Inserzione migratoria
Con il termine inserzione migratoria, o anche più semplicemente inserzione, in chimica organometallica si intende la reazione in cui due leganti presenti nella sfera di coordinazione di un complesso si combinano. Nello schema più generale un legante insaturo A=B sembra inserirsi in un legame M–X, formando una specie tipo M–(AB)–X. 

## Generalità
Nella reazione sono coinvolti due leganti. Il legante X deve essere di tipo anionico, e può essere H− (idruro), R− (alchile), acile, Ar− (arile) o OR− (alcossido). Il legante insaturo può essere carbonile, alchene, alchino o anche un carbene. È d'uso classificare queste reazioni di inserzione in due tipologie principali, a seconda della natura del legante insaturo:
- Inserzioni 1,1. In questo caso il metallo M e il legante X finiscono legati sullo stesso atomo del legante insaturo. Questa reattività si osserva in generale per leganti insaturi coordinati η1; il caso più comune è quello del carbonile (CO), e il risultato della reazione è che M e X si legano entrambi al carbonio:

- Inserzioni 1,2. In questo caso il metallo M e il legante X finiscono legati su atomi adiacenti del legante insaturo. Questa reattività si osserva in generale per leganti insaturi coordinati η2; casi comuni si hanno quando il legante insaturo è un alchene o un alchino:

In entrambi i casi, il legante insaturo sembra migrare e inserirsi nel legame M–X; da qui deriva il nome inserzione migratoria dato al processo. Perché la reazione sia possibile i leganti X e il legante insaturo devono essere vicini nella sfera di coordinazione del complesso. Si può anche notare che lo stato di ossidazione del metallo non varia durante la reazione; di conseguenza se il complesso precursore è coordinativamente saturo, dopo l'inserzione si ha un prodotto coordinativamente insaturo, cioè con un sito di coordinazione libero (rappresentato in figura dal cerchio tratteggiato) disponibile per ulteriori reazioni.

## Meccanismo

### Inserzione 1,1
Il caso più comune di inserzione 1,1 è quello del carbonile, soprattutto nel legame metallo-carbonio (e raramente nel legame M–H). L'inserzione di CO va quindi a formare un gruppo acile ed è alla base della reazione di carbonilazione, utilizzata per ottenere molti prodotti commerciali. Il caso più studiato è quello di Mn(CO)5CH3. La figura seguente ne illustra il meccanismo di reazione, che è considerato tipico delle inserzioni 1,1:

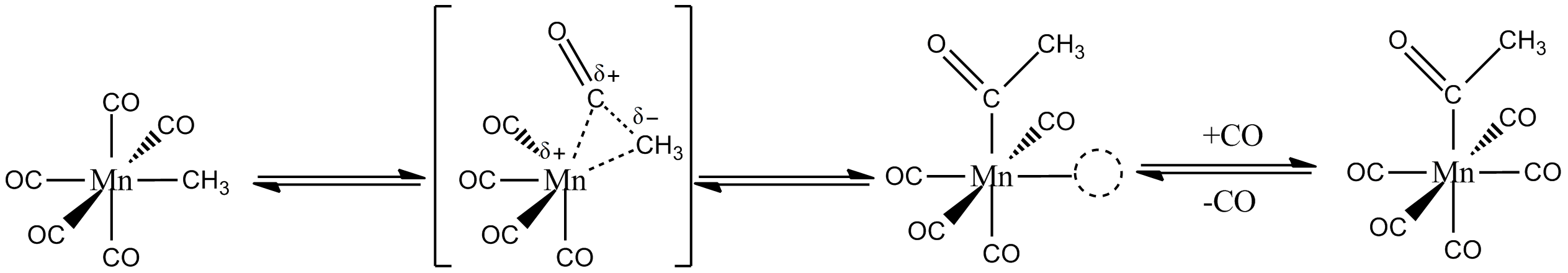
Meccanismo tipico della reazione di inserzione in un complesso ottaedrico

Il meccanismo richiede che il CO e il gruppo alchilico siano entrambi coordinati al metallo. Il gruppo alchile migra su un CO adiacente nella sfera di coordinazione del metallo. Al termine della migrazione il metallo ha un sito di coordinazione libero e lega una molecola di CO libero. Il meccanismo è stato confermato anche tramite reagenti marcati. Ad esempio facendo reagire 13CO con Mn(CO)5CH3 si forma esclusivamente Mn(CO)4(13CO)COCH3. Questo dimostra che il gruppo metile migra su un CO coordinato, ed esclude che sia il 13CO libero ad attaccare il metile.
Esistono casi in cui l'inserzione di CO non richiede migrazione dell'alchile. Ad esempio la reazione di CpFe(L)(CO)CH3 con 13CO genera sia prodotti di migrazione dell'alchile e sia prodotti derivanti da una reale inserzione di CO coordinato nel legame Fe–CH3.

### Inserzione 1,2
L'inserzione 1,2 si osserva comunemente con alcheni e alchini, e avviene facilmente nel legame M–H. Questa reazione, passaggio chiave dei processi di idrogenazione e idroformilazione, nel caso di alcheni avviene con il meccanismo illustrato nella figura seguente:

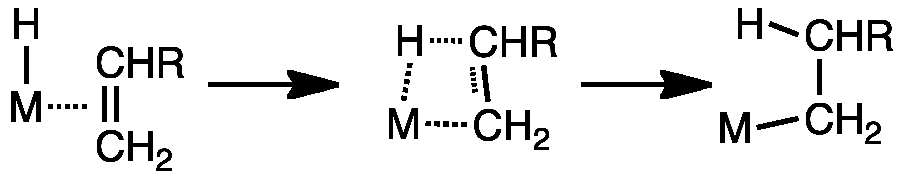
Meccanismo della reazione di inserzione 1,2. Al centro lo stato di transizione.

Il meccanismo richiede che l'alchene e l'idruro siano entrambi coordinati al metallo, in posizioni adiacenti. La reazione procede attraverso uno stato di transizione a quattro membri (al centro nella figura). Normalmente nel prodotto l'atomo di carbonio che rimane legato al metallo è quello meno sostituito. Al termine della migrazione il metallo ha un sito di coordinazione libero (non illustrato nella figura). 
La reazione opposta dell'inserzione di una olefina è detta beta eliminazione dell'idrogeno. In base al principio della reversibilità microscopica il meccanismo della beta eliminazione dell'idrogeno deve seguire in senso inverso il medesimo percorso dell'inserzione di alcheni nel legame M–H. La beta eliminazione richiede la presenza di un idrogeno in ß rispetto al metallo, e la presenza di un sito di coordinazione libero sul metallo per accogliere l'idrogeno che viene eliminato.
L'inserzione 1,2 di alcheni nel legame M–C è meno comune ma ugualmente importante. L'inserzione di etilene e propilene in legami titanio-alchile è alla base dei catalizzatori di Ziegler-Natta, utilizzati nella produzione di polietilene e polipropilene. Nella maggior parte dei casi si utilizzano catalizzatori eterogenei, ma si ritiene che in sistemi eterogenei il meccanismo sia sostanzialmente analogo a quello dedotto da studi su sistemi omogenei, illustrato nella figura seguente: 

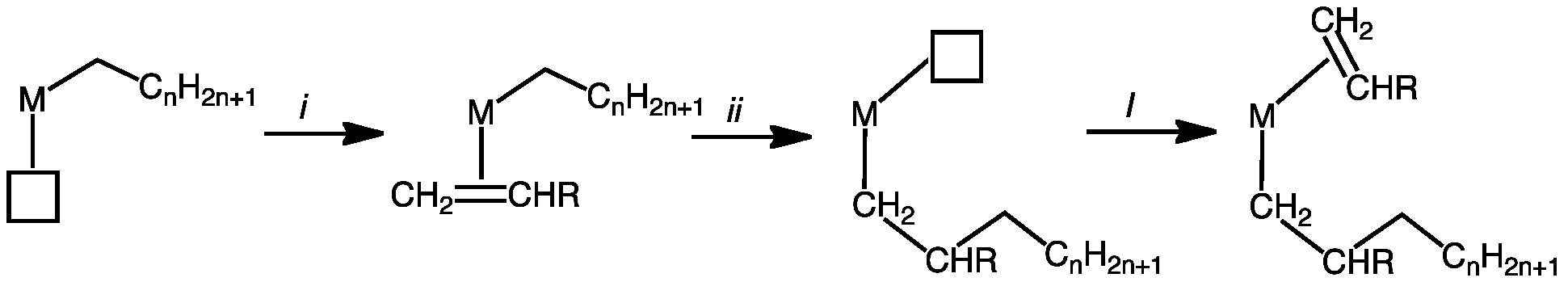
Processo di polimerizzazione degli alcheni. Il passaggio ii è l'inserzione 1,2 dell'olefina nel legame M–C. Il quadrato rappresenta un sito di coordinazione libero del metallo.

Il meccanismo è simile a quello dell'inserzione nel legame M–H. Nel passaggio i un alchene si lega sul sito di coordinazione libero del metallo. Nel passaggio ii si ha l'inserzione vera e propria, attraverso uno stato di transizione a quattro termini (non illustrato); normalmente l'atomo di carbonio che rimane legato al metallo è quello meno sostituito. Nell'ultimo passaggio è mostrata la coordinazione di un altro alchene, che rende possibile la polimerizzazione.

## Applicazioni industriali

### Carbonilazione
Due applicazioni molto importanti della reazione di inserzione di CO sono l'idroformilazione e la produzione di acido acetico per carbonilazione del metanolo. L'idroformilazione produce aldeidi partendo da alcheni, idrogeno e monossido di carbonio. La produzione di acido acetico avviene con due processi industriali simili. Il processo Monsanto, più tradizionale, trasforma metanolo in acido acetico tramite un catalizzatore rodio-iodio, l'anione cis-[Rh(CO)2I2]-. Più recentemente è stato introdotto il processo Cativa, che usa l'analogo catalizzatore di iridio cis-[Ir(CO)2I2]- (1). Nel 2002 la produzione mondiale di acido acetico è stata di 6 milioni di tonnellate, di cui circa il 60% tramite il processo Cativa.
L'immagine seguente schematizza il ciclo catalitico presente nel processo Cativa. Si possono osservare varie tipologie di reazione. La specie cataliticamente attiva è il complesso cis-[Ir(CO)2I2]- (1), che dà addizione ossidativa con lo iodometano per dare il complesso ottaedrico 2. Da 2 a 3 si ha una reazione di sostituzione dei leganti, con il CO che sostituisce lo ioduro. Da 3 a 4 c'è un'inserzione 1,1 di CO nel legame iridio-carbonio. Infine, il complesso 4 dà eliminazione riduttiva con riformazione della specie cataliticamente attiva 1.

### Polimerizzazione di alcheni
Tra le varie applicazioni industriali che utilizzano l'inserzione di alcheni c'è la sintesi di polietilene e polipropilene tramite catalizzatori di titanio. Tipicamente le reazioni avvengono con catalisi eterogenea, usando catalizzatori di Ziegler-Natta, ad esempio con tricloruro di titanio attivato con derivati organici dell'alluminio come il trietilalluminio. In queste reazioni l'etilene si coordina al metallo e quindi dà inserzione 1,2; sul sito di coordinazione rimasto libero può coordinarsi un'altra molecola di etilene, e il processo può continuare fino a produrre polimeri ad alto peso molecolare. 